# HD 184835
HD 184835，又名BD-18 5432，SAO 162816、HR 7443，是一颗恒星，视星等为5.64，位于銀經21.23，銀緯-18.05，其B1900.0坐标为赤經19h 31m 15.2s，赤緯-18° -18.05′ 11″。